# Hardingstone
Hardingstone is een civil parish in het bestuurlijke gebied Northampton, in het Engelse graafschap Northamptonshire met 2014 inwoners.

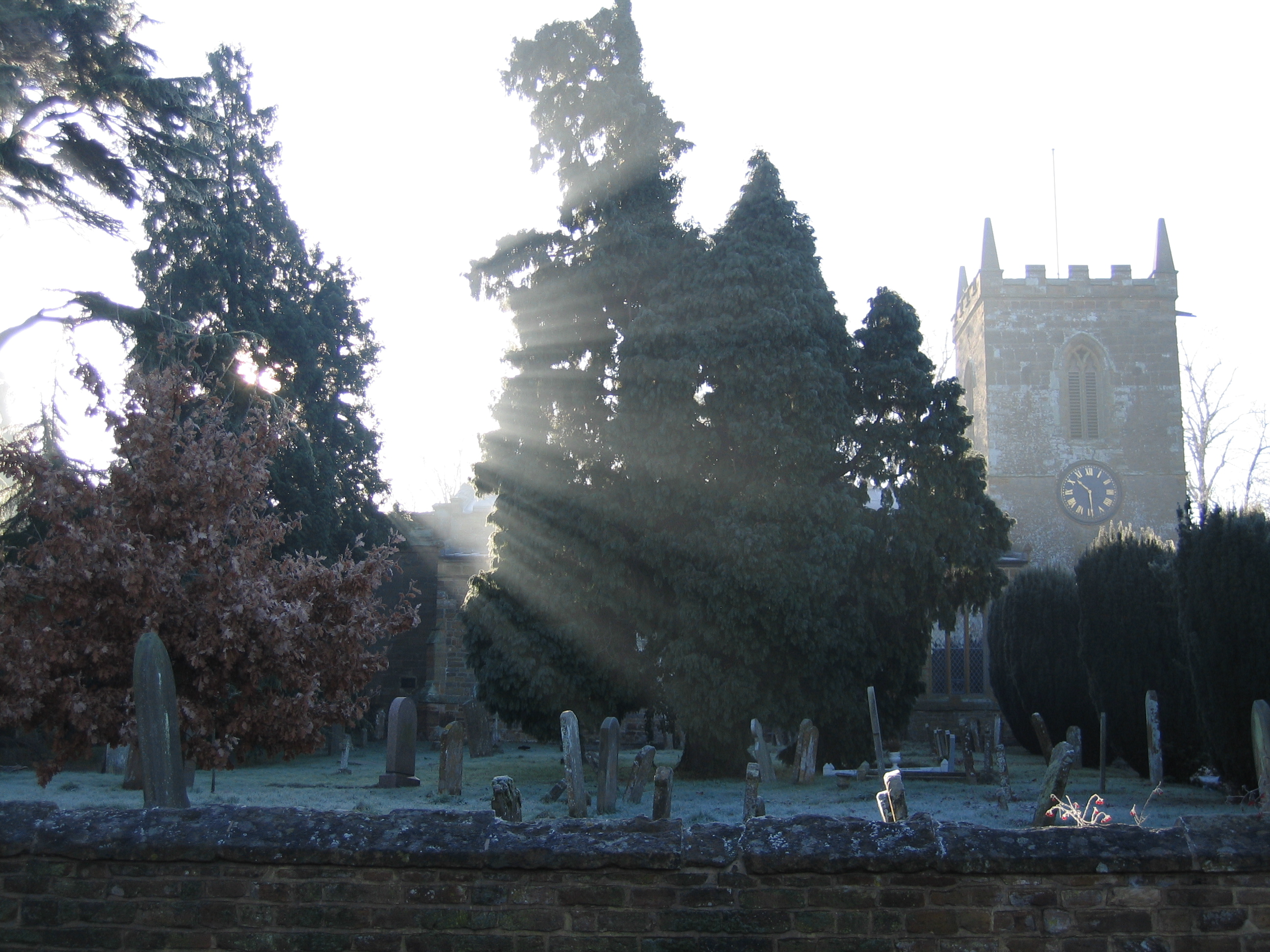
Kerk van Hardingstone